# Mclusky
I Mclusky sono un gruppo musicale post-hardcore gallese formatosi nel 1996 a Cardiff e attivo fino al 2005, riunitosi nel 2014 solo per eventi rari.

## Formazione
Formazione 2005
- Andy "Falco" Falkous – voce, chitarra (1996–2005)
- Jack Egglestone – batteria (2003–2005)
- John Chapple – basso, voce (1997–2005)

Ex membri
- Matthew Harding – batteria (1996–2003)
- Geraint Bevan – basso (1996–1997)

## Album in studio
- 2000 - My Pain and Sadness Is More Sad and Painful Than Yours (riedito nel 2003)
- 2002 - Mclusky Do Dallas
- 2004 - The Difference Between Me and You Is That I'm Not on Fire

Raccolte
- 2006 - Mcluskyism
- 2025 - The World Is Still Here And So Are We